# Magdalena (tỉnh)
Magdalena là một tỉnh của Colombia, nằm ở phía bắc quốc gia này bên Biển Caribe. Tỉnh lỵ là Santa Marta, được đặt tên theo sông Magdalena.

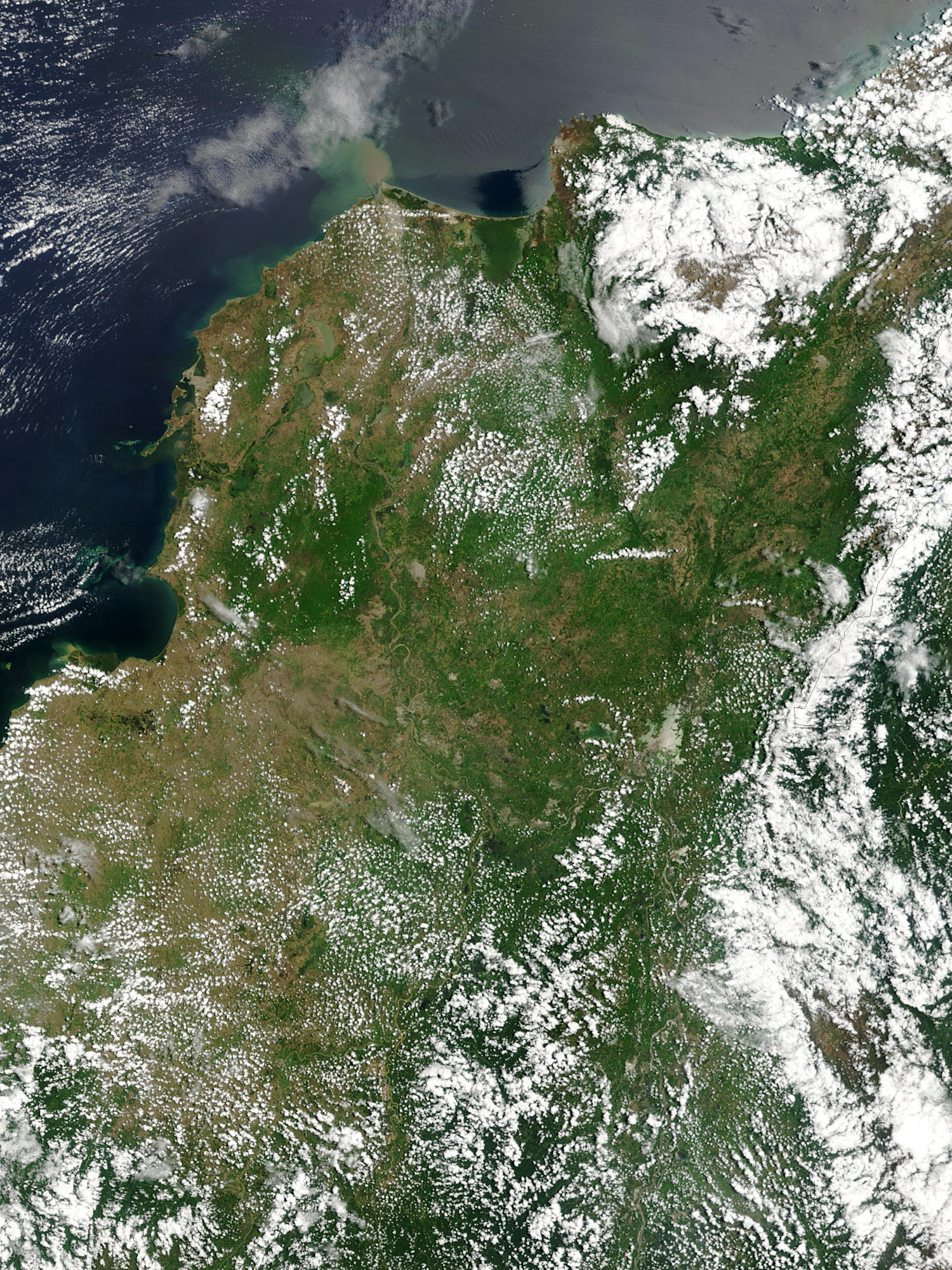
Tỉnh Magdalena nhìn từ không gian.

## Vị trí
Tỉnh Magdalena nằm ở bờ bắc của vùng Caribê.
Phí bắc giáp Biển Caribe, phía đông bắc giáp tỉnh La Guajira, có ranh giới là sông Palomino. Phía đông giáp với tỉnh Cesar, có một phần chia tách bởi sông Guaraní.
Phía tây qua sông Magdalena là các tỉnh Atlantico ở phía tây bắc,  Bolívar ở phía tây và tây nam.

## Phân chia hành chính
Tỉnh Magdalena được chia thành 30 đô thị và 1 huyện. Các đô thị:

Các đô thị của Magdalena, với tỉnh lỵ Santa Marta được bôi màu xám đen

1. Algarrobo
2. Aracataca
3. Ariguani
4. Cerro San Antonio
5. Chibolo
6. Ciénaga
7. Concordia
8. El Banco
9. El Piñón
10. El Retén
11. Fundación
12. Guamal
13. Nueva Granada
14. Pedraza
15. Pinto
16. Pijiño
17. Pivijay
18. Plato
19. Pueblo Viejo
20. Remolino
21. Sabanas de San Angel
22. Salamina
23. San Sebastián de Buenavista
24. Santa Ana
25. Santa Marta
26. San Zenón
27. Sitio Nuevo
28. Tenerife
29. Zapayán
30. Zona Bananera